# Nishinomiya
Nishinomiya (japanisch 西宮市, -shi; dt. etwa „West-Palast-Stadt“; „West-Tempel-Stadt“; „West-Schrein-Stadt“) ist eine Großstadt in der Präfektur Hyōgo auf Honshū, der Hauptinsel von Japan. Die Stadt liegt an der Bucht von Osaka zwischen Osaka und Kōbe und wurde am 1. April 1925 gegründet.
Nishinomiya beheimatet die Kwansei-Gakuin-Universität. Wirtschaftlich bedeutsam sind Reisweinbrauerei sowie die Gummi-, Stahl- und Autoherstellung.
Darüber hinaus befindet sich hier das berühmte Kōshien-Stadion, Heimatstadion der Hanshin Tigers und Austragungsort der beliebten alljährlichen Oberschul-Baseballmeisterschaften.

## Sehenswürdigkeiten
- Hirota-Schrein
- Nishinomiya-Schrein
- Kannō-ji

## Verkehr
- Straße:
  - Chūgoku-Autobahn
  - Meishin-Autobahn
  - Hanshin-Autobahn
  - Nationalstraße 2, nach Osaka oder Kitakyūshū
  - Nationalstraße 43, 171, 176
- Zug:
  - JR Tōkaidō-Hauptlinie
  - Hanshin Hanshin-Hauptlinie
  - Hanshin Mukogawa-Linie
  - Hankyū Kōbe-Hauptlinie
  - Hankyū Imazu-Linie
  - Hankyū Kōyō-Linie

## Angrenzende Städte und Gemeinden
- Kōbe
- Takarazuka
- Ashiya
- Amagasaki
- Itami

## Partnerschaften
- Spokane, USA – seit 1961
- Londrina, Brasilien – seit 1977
- Shaoxing, VR China – seit 1985
- Département Lot-et-Garonne und Agen, Frankreich – seit 1992

## Galerie

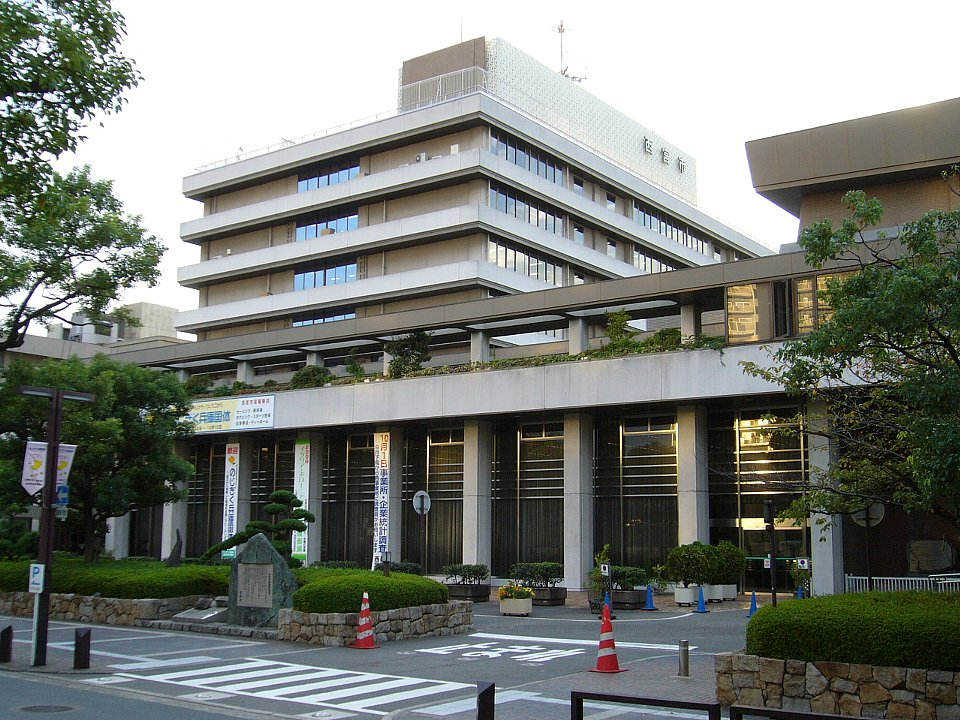
Rathaus von Nishinomiya
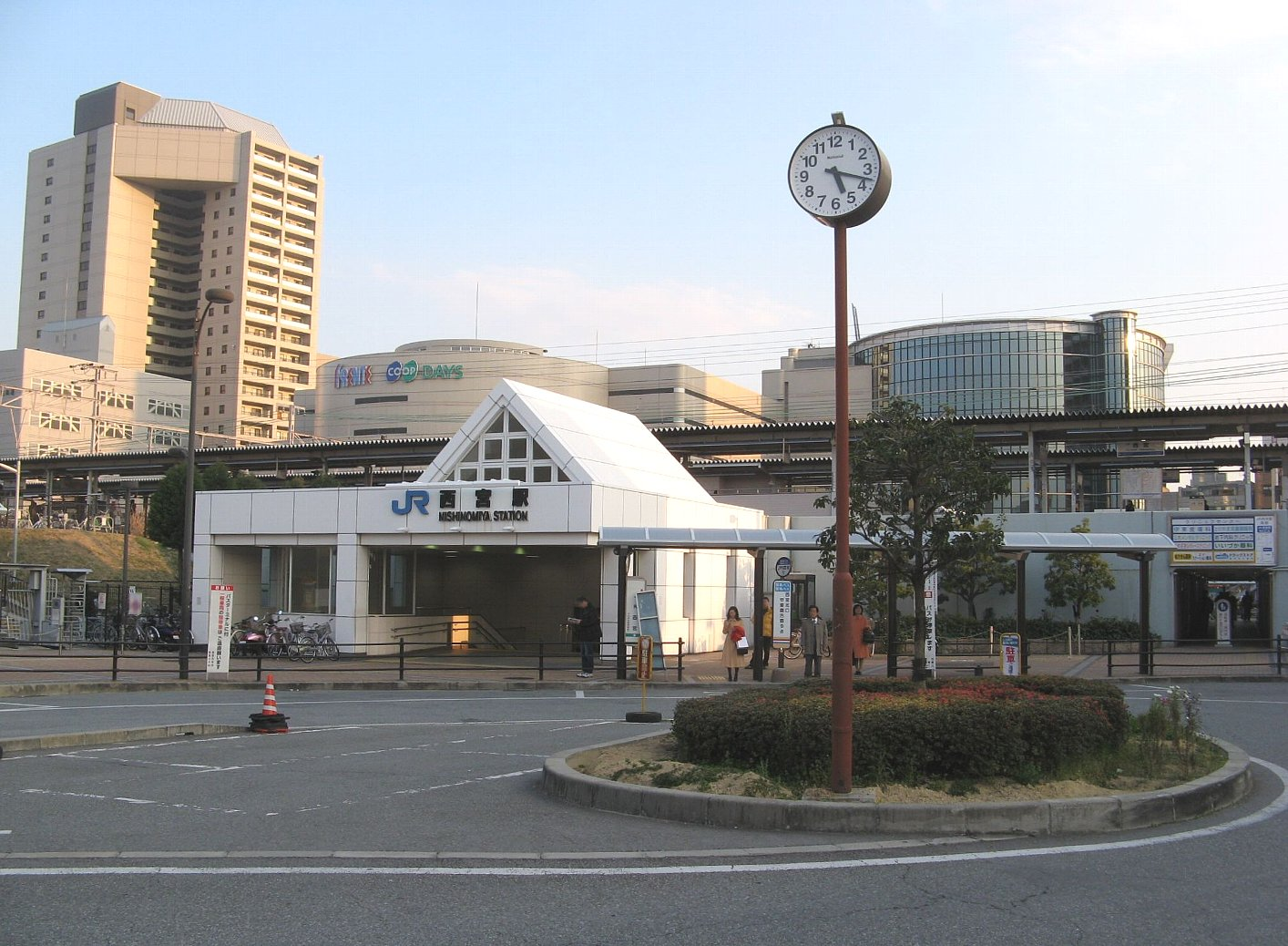
Bahnhof Nishinomiya

## Persönlichkeiten
- Haruhisa Handa (* 1951), Unternehmer, Philanthrop, Opernsänger, Nō-Darsteller
- Mana Ashida (* 2004), Schauspielerin
- Hidesaburō Hanafusa (1929–2009), Genetiker
- Rena Inoue (* 1976), US-amerikanische Eiskunstläuferin
- Ayaka Kōra (* 2001), Weitspringerin
- Masahito Moriyama (* 1953), Politiker
- Shūichi Murakami (1951–2021), Jazzmusiker
- Kiai Nara (* ?), Pianistin
- Ōi Saidan (1915–2018), Zen-Meister
- Naoko Sakamoto (* 1980), Langstreckenläuferin
- Kazuko Sawamatsu (* 1951), Tennisspielerin
- Shōta Tajima (* 1992), Fußballspieler
- Nagaru Tanigawa (* 1970), SF-Romanautor
- Yūdai Tokunaga (* 1994), Fußballspieler
- James Trotter (* 1999), Tennisspieler
- Shin’ichi Tsutsumi (* 1964), Schauspieler
- Uheiji Uehata (* 1998), Fußballspieler
- Ryoff Karma (* 1983), Rapper, Fernsehmoderator